# 두보
두보(중국어 정체자: 杜甫, 병음: Dù Fǔ 두푸[*], 712년 ~ 770년)는 당나라 때의 시인이다. 자는 자미(子美) 호는 소릉야로(少陵野老). 중국 고대 시에 지대한 영향을 미쳐 시성(詩聖)이라 부르며, 그의 작품은 두시(杜詩) 또는 시사(詩史)라 부른다. 이백과 함께 이두(李杜)라고도 일컬으며, 그 당시 정의가 없는 경제 구조로 고통받는 민중들의 고단한 삶을 시로 묘사한 민중시인이다.

## 인생
두예의 13대손으로 소릉에 거주했고, 조부는 두심언(杜審言)이다. 과거 급제 직후 공부원외랑이 되었기 때문에 '두소릉', '두공부'라고도 불린다. 중산 관리 계급의 아들로 허난성의 공의(巩義, 궁이) 필가산 아래에서 출생하였다.
그는 본래 유가(儒家)로서 정치에 몸담고자 했으나 여러 가지 요인으로 말미암아 결국 시인의 길을 가게 되었다. 두보가 처한 시대는 당나라가 찬란한 번영을 구가하다가 안사의 난을 맞아 제국의 붕괴위기를 맞았던 때였다. 그의 생애는 크게 보아 755년에 발발한 안사의 난을 중심으로 전 후반으로 양분된다. 안사의 난 이전, 그는 당대의 다른 시인들처럼 독서와 유람으로 견문을 쌓아 착실히 벼슬에 나아갈 준비를 하였다.
735년 진사시험의 낙제는 그에게 그다지 큰 영향을 주지 않았다. 24세 때 진사 시험에 낙방한 후 곤주사마였던 부친을 따라 산둥에 가서 이백, 고적(高適) 등과 함께 자연을 즐기고 시를 읊으며 친교를 돈독히 했다.

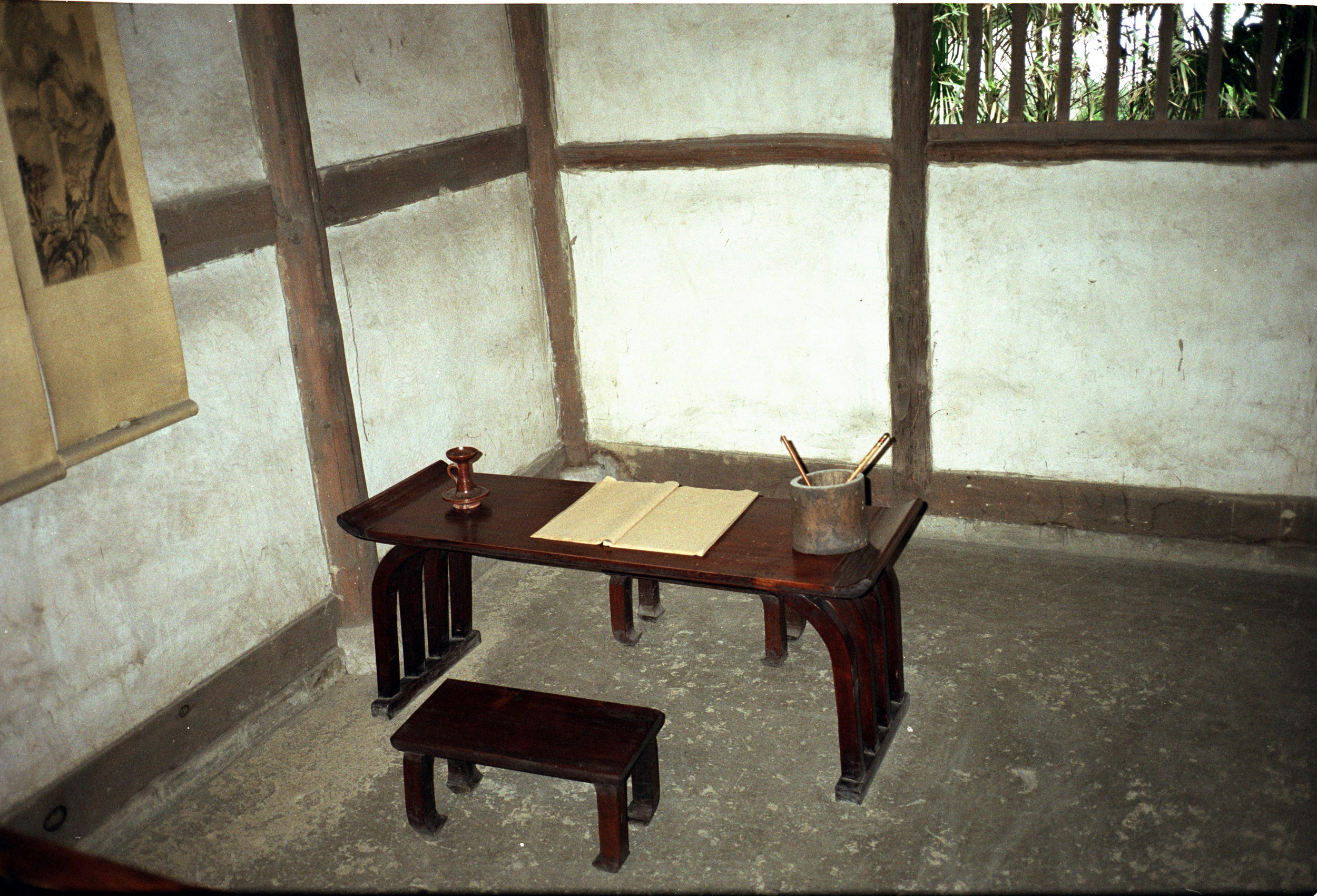
두보의 공부방

746년 이후 두보는 거처를 장안(長安)으로 옮겨와 고위 관리에게 벼슬을 구하는 간알시(干謁詩)를 써서 보내며 적극적으로 정치에 참여하고자 애썼다. 이러한 생활이 10년간 지속되면서 두보는 점차 경제적으로 열악한 상황에 놓였고 당시 귀족들의 사치와 민중들의 궁핍한 삶에 대하여 절감하기 시작했다.
751년, 《삼대예부》를 조정에 바쳐 인정을 받아, 755년 10월에 우위솔부 주조참군의 벼슬에 올랐다. 그는 10년간 벼슬에 오르기 위해 노력한 결과로, 무기의 출납을 관리하는 우위솔부주조참군(右衛率府冑曹參軍)이라는 미미한 벼슬을 받고 스스로 낭패감에 휩싸였다.

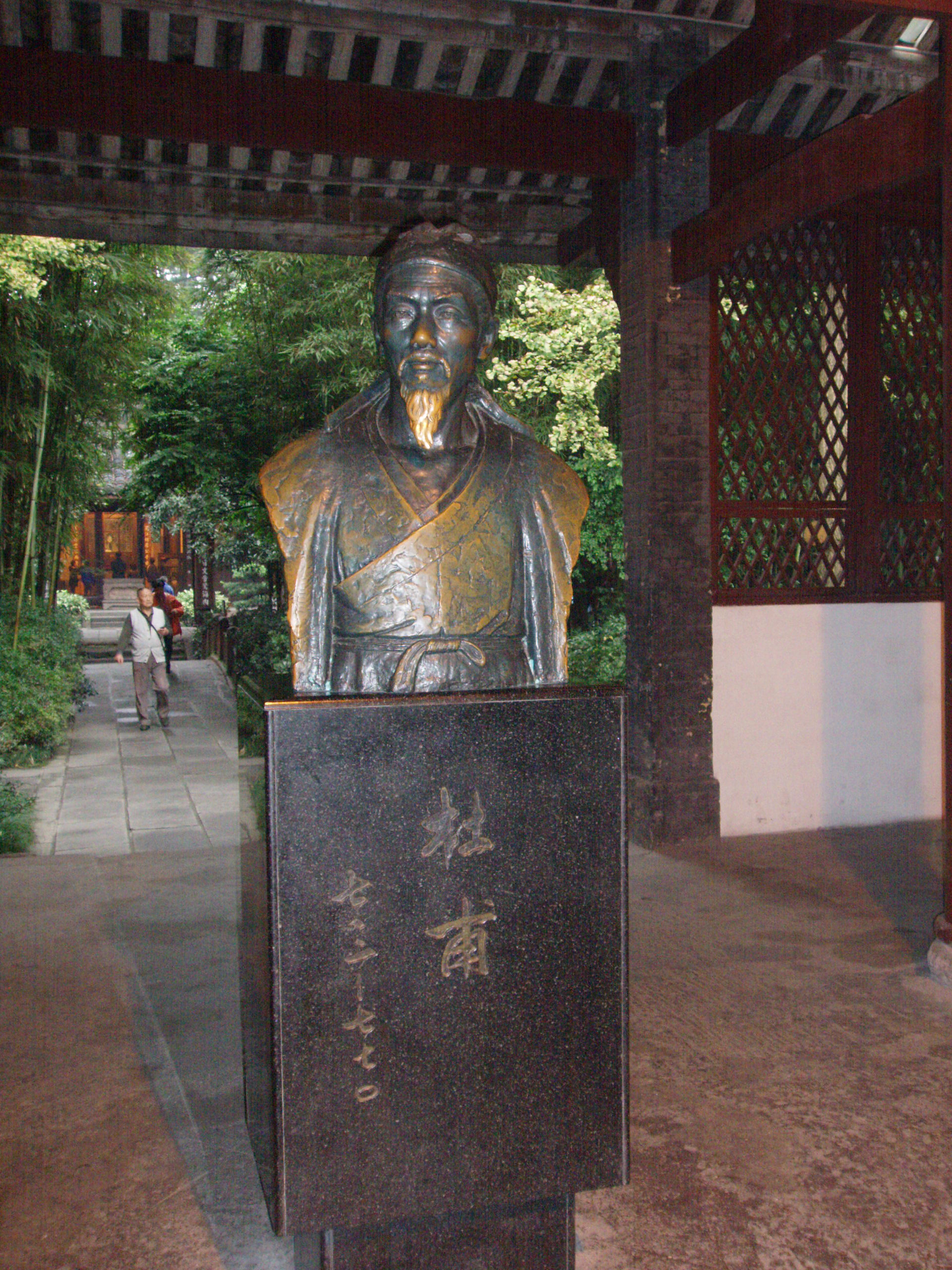
중국 청두에 있는 두보의 동상

이로부터 한 달 뒤인 11월, 당 왕조를 거의 멸망시킬 만큼 파급력이 대단했던 안사의 난이 발발한다. 이때 당의 현종이 양귀비와의 사랑에 빠져 정치를 게을리하여 국운이 쇠퇴했는데, 이런 나라의 형편을 읊은 장편 시 《영회》는 걸작으로 유명하다. 안녹산의 난이 일어나자, 현종은 촉으로 피하고 숙종이 즉위하였다. 두보는 잠시 장안 근처 부주(鄜州)에 맡겨둔 가족을 만나러 갔다가 어린 아들이 먹지 못해 요절한 사실을 알고 참담한 마음으로 장편시 ＜장안에서 봉선으로 가며 회포를 읊어(自京赴奉先縣詠懷五百字)＞를 남겼다. 벼슬을 구하기 위해 동분서주했던 자신을 돌아보고 당시 귀족들의 사치와 민중들의 궁핍한 처지를 그렸으며 총체적인 사회의 부패상을 고발했다.
이후 두보의 삶은 이전과는 크게 달라진다. 당시 전란의 와중에 현종(玄宗)은 사천으로 피난가고 숙종(肅宗)이 영무(靈武)에서 임시로 즉위한 사실을 알고 이를 경하하기 위해 영무로 가던 중 반군에 붙잡혀 장안으로 호송되어 얼마간 억류되었다. 이때 우리에게 잘 알려진 ＜봄의 전망(春望)＞을 썼다. 757년 2월, 숙종이 행재소를 봉상(鳳翔)으로 옮겼을 때 두보는 위험을 무릅쓰고 장안을 탈출하여 숙종을 배알하여 그 공으로 좌습유(左拾遺) 벼슬을 받았다. 그러나 곧 반군 토벌에 실패한 방관(房琯)을 변호하다 숙종의 미움을 사게 되고 그것은 곧이어 파직으로 이어졌다. 화주사공참군(華州司功參軍)으로 좌천된 두보는 벼슬에 적응하지 못하고, 마침내 관직을 버리고 진주(秦州)행을 감행한다. 두보의 대표적 사회시로 알려진 이른바 ‘삼리(三吏)’와 ‘삼별(三別)’이 이즈음에 지어졌다.
그 후 그의 시는 비장함을 더하는 변화를 보였다. 황제의 피난지에 있다가 집으로 돌아갈 때 지은 장편 시 《북정》은 그의 최대 걸작이다.
759년 두보는 진주에서부터 여러 지역을 전전하여 청두(成都)에 정착하게 되었다. 이곳에서 두보는 친구들의 도움으로 초당에 거처를 마련하고 나중에는 엄무(嚴武)의 추천으로 막부(幕府)에서 검교공부원외랑(檢校工部員外郞)이란 벼슬을 받기도 했다. 그러나 여기에도 잘 적응하지 못했으며, 엄무의 갑작스런 죽음으로 두보는 성도를 떠나 운안(雲安)을 거쳐 기주(夔州)에 이르게 되었다. 기주는 성도에 비해서도 더욱 낯선 곳이었지만 비교적 물산이 풍부했던 이곳에서 두보는 어느 정도 심신의 안정을 찾고 시가 창작에서도 제 2의 전성기를 맞았다. 이때의 대표작으로 ＜가을날의 흥취(秋興八首)＞를 꼽을 수 있다. 파란만장했던 자신의 삶을 돌아보며 풍요로웠던 과거와 일순간에 일어난 전란을 지극히 미려한 언어로 수를 놓듯이 새긴 이 시는 율시(律詩)가 이룩한 미감의 정점을 보여준다. 그러나 두보는 기주 생활에 결코 안주하지 못했다.
중앙 정부에서 벼슬하리라는 희망을 끝내 놓을 수 없었기에, 768년에 협곡을 빠져 나가 강릉(江陵)을 거쳐 악양(岳陽)에 이르렀다. 이후 그의 생활은 주로 선상에서 이루어졌고 건강이 악화되고 경제적으로 궁핍한 가운데, 악양과 담주(潭州)사이를 전전하다 뱃길에서 770년 59세로 일생을 마쳤다.

## 작품 특성과 후세 관련 인용
그의 고시에는 현실을 심각하게 묘사한 《병거행》등 작품이 적지 않은데, 시로 엮은 역사라는 뜻에서 '시사'라 일컫는다. 그는 율시를 완성하고 종래 문학 전통의 집대성이라는 형식으로 서정시·서사시를 창조하였다.
2009년에 개봉한 대한민국 허진호 감독의 영화 《호우시절》은 두보의 시 《춘야희우》(春夜喜雨)의 첫 구절 '좋은 비는 시절을 안다'(好雨知時節)에서 따온 제목이다.

## 작품
- 두보의 절구 강벽(江碧)

| 원문       | 번역                     |
| ---------- | ------------------------ |
| 江碧鳥逾白 | 강 푸르니 새 더욱 희고   |
| 山靑花欲燃 | 푸른 산에 꽃은 불타는 듯 |
| 今春看又過 | 이 봄 또 지나 가는데     |
| 何日是歸年 | 어느날이 돌아갈 날인가   |

- 북정(北征)
- 추흥(秋興)
- 삼리삼별(三吏三別)은 두보의 대표적인 사실주의 시로 전쟁으로 인한 세 지방의 가혹한 관리 그리고 세 종류의 슬픈 이별이라는 뜻이다.
  - 삼리는 신안리, 석호리, 동관리이며, 삼별은 신혼별, 무가별, 수로별이다.
- 병거행(兵車行)
- 여인행(麗人行)
- 두공부집(杜工部集)

## 번역
- 두시언해

## 같이 보기
- 이백

## 참고 자료
- 이 문서에는 다음커뮤니케이션(현 카카오)에서 GFDL 또는 CC-SA 라이선스로 배포한 글로벌 세계대백과사전의 내용을 기초로 작성된 글이 포함되어 있습니다.
- 본 문서에는 지식을만드는지식에서 CC-BY-SA 3.0으로 배포한 책 소개글을 기초로 작성된 내용이 포함되어 있습니다.